# Cymothoe owassae
Cymothoe owassae là một loài bướm thuộc họ Nymphalidae. Loài này được tìm thấy ở đảo Bioko, Guinea Xích Đạo.